# Przyjmy k. Poręby
Przyjmy k. Poręby – wieś sołecka w Polsce położona w województwie mazowieckim, w powiecie ostrowskim, w gminie Ostrów Mazowiecka, nad rzeką Tuchełką w Puszczy Białej.

## Historia
| SIMC    | Nazwa    | Rodzaj    |
| ------- | -------- | --------- |
| 0516962 | Morgi    | część wsi |
| 0516991 | Sadzawki | kolonia   |

Wieś była częścią dóbr biskupów płockich, a następnie, po III rozbiorze, dóbr narodowych Brok. W 1819 we wsi mieszkało 16 czynszowników i 6 chałupników. Było tu 18 domów zamieszkanych łącznie przez 114 osób. W 1827 we wsi były 23 domy zamieszkane przez 150 osób. Około 1888 we wsi istniało 33 domów, w których mieszkały 284 osoby. W 1850 w pobliżu Przyjm, na terenie uroczyska Pułki, działała smolarnia.
W latach 1921–1931 wieś leżała w województwie białostockim, w powiecie ostrowskim, w gminie Poręba. Według Powszechnego Spisu Ludności z 1921 roku wieś zamieszkiwało 366 osób (w tym 44 Żydów) w 64 budynkach mieszkalnych. Miejscowość podlegała pod Sąd Grodzki w Ostrowi Mazowieckiej i Okręgowy w Łomży; właściwy urząd pocztowy mieścił się w Porębie.
W latach 1975–1998 miejscowość należała administracyjnie do województwa ostrołęckiego.
W 1998 mieszkało tu 349 osób, w 2002 – 341 osób, w 2009 – 337 osób, zaś według spisu powszechnego z 2011 – 333 osoby. Z kolei według spisu powszechnego z 2021 żyło tu 291 osób.
Wierni Kościoła rzymskokatolickiego należą do parafii św. Barbary w Porębie-Kocębach.